# Bonnieux
 Bonnieux  es una población y comuna francesa, en la región de Provenza-Alpes-Costa Azul, departamento de Vaucluse, en el distrito de Apt. Es el chef-lieu del cantón de su nombre.
Está integrada en la Communauté de communes de Pied Rousset en Luberon.

## Demografía

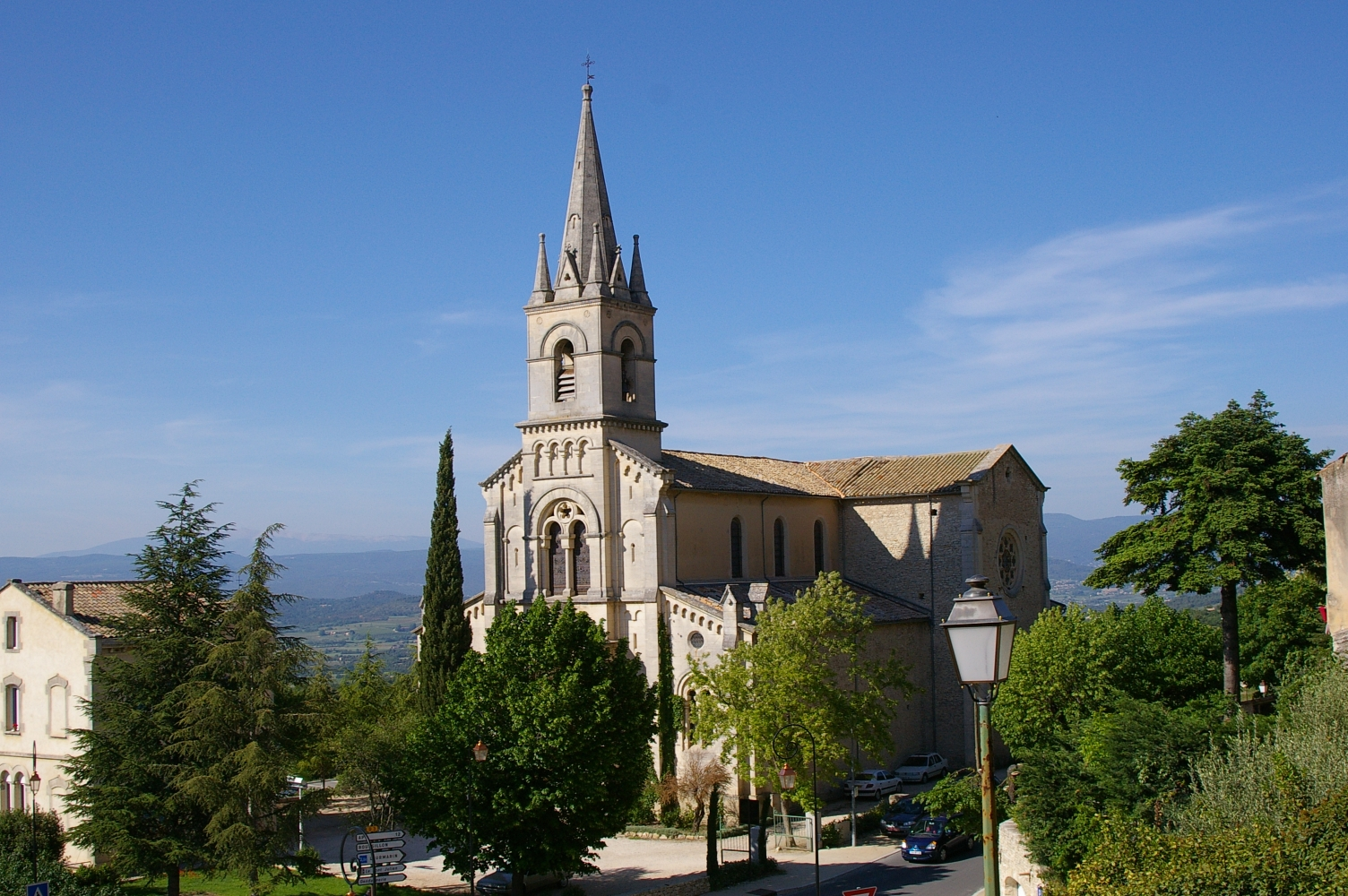
Iglesia de Bonnieux.

| 2 540 | 2 450 | 2 539 | 2 608 | 2 804 | 2 723 | 2 705 | 2 674 | 2 631 | 2 530 | 2 520 | 2 534 | 2 507 | 2 180 | 2 175 | 2 022 | 1 845 | 1 783 | 1 722 | 1 686 | 1 435 | 1 483 | 1 489 | 1 437 | 1 390 | 1 312 | 1 322 | 1 292 | 1 360 | 1 385 | 1 422 | 1 417 |
| Para los censos de 1962 a 1999 la población legal corresponde a la población sin duplicidades (Fuente: INSEE [Consultar]) |       |       |       |       |       |       |       |       |       |       |       |       |       |       |       |       |       |       |       |       |       |       |       |       |       |       |       |       |       |       |       |